# Onoba protofimbriata
Onoba protofimbriata is een slakkensoort uit de familie van de Rissoidae. De wetenschappelijke naam van de soort is voor het eerst geldig gepubliceerd in 1994 door Ponder & Worsfold.